# Residencia de Señoritas
La Residencia de Señoritas, creada en 1915, fue el primer centro oficial destinado a fomentar la enseñanza universitaria para mujeres en España, en la órbita de la Institución Libre de Enseñanza. Su primera directora, hasta 1936, fue la pedagoga María de Maeztu. 

## Historia
La Residencia de Señoritas abrió sus puertas en octubre de 1915 con 30 alumnas matriculadas en su primer año. Se instaló en uno de los hotelitos arrendados por la Institución al Instituto Internacional de Madrid y situados en la calle de Fortuny de Madrid, que había dejado vacante el traslado de la Residencia de Estudiantes, creada en 1910, al nuevo complejo en construcción en los Altos del Hipódromo. La progresiva afluencia de nuevas alumnas hizo necesaria su división en grupos y la instalación en varios edificios alquilados por la Junta de Ampliación de Estudios (JAE) en el entorno de las calles Fortuny, Rafael Calvo y Miguel Ángel, junto al Paseo de la Castellana de Madrid.
En su último periodo —entre 1933 y 1939— se concentraron todos los grupos dispersos ocupando el pabellón interior construido en un ángulo del jardín de la finca de Fortuny (que desde finales del siglo XX alberga la Fundación José Ortega y Gasset), según diseño de los arquitectos Carlos Arniches Moltó y Martín Domínguez Esteban. 
La relación desde sus comienzos con el Instituto Internacional se concretó en un intercambio fluido de estudiantes y profesoras y en la creación de becas para las graduadas para continuar sus estudios en las universidades americanas. Así desde el curso 1920-1921 hasta el de 1935-1936, fueron treinta y una becadas. Entre ellas figuran la maestra Carmen Castilla en el Smith College y la licenciada en Farmacia, Concepción Lazárraga, en  el Barnard College.

### Guerra civil
Debido al parón vacacional, la Residencia de Señoritas se encontraba prácticamente vacía cuando estalló la Guerra Civil en 1936. Sus instalaciones se emplearon entonces como hospital, enfermería y orfanato. María de Maeztu presentó su dimisión y partió hacia el exilio.
Fue sustituida por un Comité presidido por Regina Lago García, compuesto por antiguas residentes y alumnas que en ese momento se encontraban en Madrid y que asumieron las responsabilidades de la gestión del Grupo Femenino de la Residencia de Estudiantes (GFRE). La secretaria fue Esperanza González Ramos, las vocales: Pilar Coll Alas, Teresa Andrés Zamora, Aurora Arnáiz Amigo y Encarnación Fuyola Miret.
El proyecto continuó en dos secciones a través de las vicisitudes de la guerra. La primera se ubicó en Paiporta, donde se buscaba formar a jóvenes obreras para que tuvieran acceso a una educación formal y, en diciembre de 1937, se estableció una segunda sección en Valencia para estudiantes universitarias. Esta sección se encontraba en la misma finca que había albergado la Casa de la Cultura, hasta el traslado del Gobierno a Barcelona. En las últimas semanas de la República, María Moliner, Mercedes Maestre y María Luisa Abad fueron las responsables del proyecto.

## Alumnas, profesoras y colaboradoras
El éxito fue grande, así comenzó con treinta residentes y llegó a doscientas noventa y siete en 1935. Hasta 1920, predominaron las alumnas de la Escuela de Estudios Superiores de Magisterio, donde se preparaba al futuro profesorado de las Escuelas Normales y a inspectores de  enseñanza primaria. Después de esa fecha, aumentó el número de universitarias y de estudiantes extranjeras.
De su alumnado salieron pedagogas como Juana Moreno, María Comas Camps, Carmen Castilla, Margarita de Mayo Izarra, Carmen Isern; científicas como María García Escalera, Rosa Herrera Montenegro o Cecilia García de Cosa, figuras políticas como Victoria Kent, o especialistas en Derecho como Matilde Huici o Elvira Fernández-Almoguera.

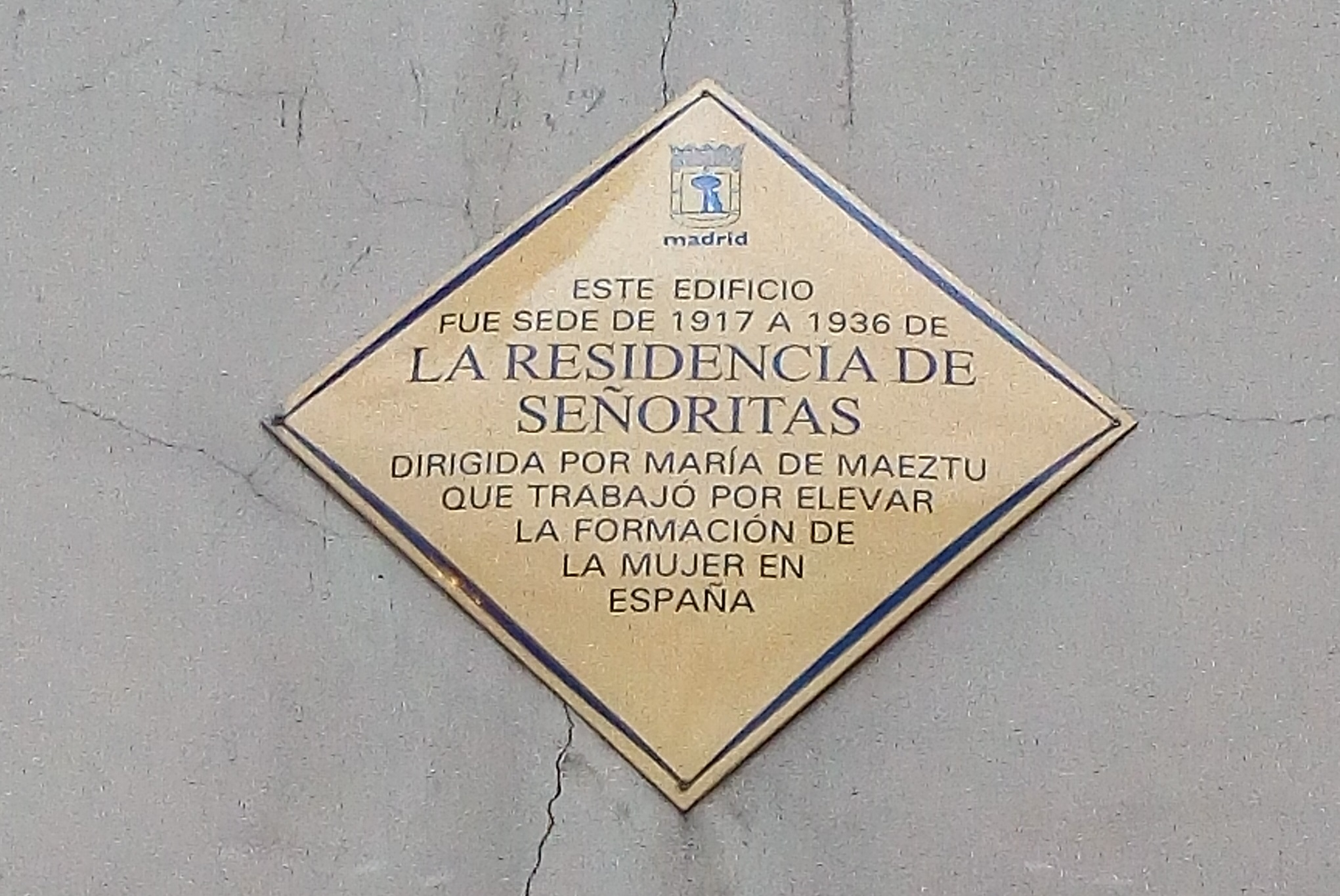
Sede de la Residencia de Señoritas (1917-1938)

Muchas de las mujeres que participaron e influyeron en la sociedad española del primer tercio del siglo XX tuvieron relación con la Residencia de Señoritas. Además de las señaladas anteriormente hay que destacar a Delhy Tejero y Josefina Carabias que fueron algunas de sus residentes más destacadas.
Fueron profesoras María Goyri, María Zambrano, Dolores Franco Manera, Victorina Durán y Maruja Mallo.
Participaron en sus actividades Zenobia Camprubí, Gabriela Mistral, Victoria Ocampo, María Lejárraga, Clara Campoamor, Concha Méndez y la pediatra Nieves González Barrio.

## Funciones y servicios que aportaba la residencia
La Residencia de Señoritas ofrecía una serie de funciones y servicios para apoyar a las mujeres en sus estudios universitarios y en su desarrollo académico y personal. Entre las funciones y servicios más importantes que prestaba la Residencia se encontraban:
1. Alojamiento: El nuevo edificio debía servir principalmente como residencia que proporcionara el mayor número posible de dormitorios, ya que el resto de dependencias -comedores, salas de estar, biblioteca y zonas comunes- debían mantenerse en el edificio central de Fortuny 53, la "casa" -como la llamaba María de Maeztu en sus cartas-. El nuevo pabellón se ubicó en la esquina de las calles Miguel Ángel y Francisco Giner de los Ríos -hoy General Martínez Campos-, en la esquina noroeste de la finca donde ya se encontraba la casa de la Residencia de Señoritas. El edificio de Arniches, con tejado adosado, tenía cuatro plantas de dormitorios y un sótano con un gran salón, cuartos de instalaciones, lavaderos y espacio para planchar. Arniches hizo una descripción detallada de las principales características de su proyecto en la Memoria del edificio de mayo de 1932. En ella explicaba que el edificio, con una "forma cuadrada establecida" en planta, estaba estructurado por un pasillo central que lo atravesaba. Los dormitorios se situaban en el lado del pasillo que daba al interior de la parcela y en el lado contiguo a la calle Miguel Ángel.
2. Contacto con otras universitarias: Vivir en una residencia fuera de su ciudad natal para cursar una carrera, permitía a las universitarias conocer a otras mujeres con intereses y objetivos similares. Esto fomentaba el intercambio de ideas y experiencias, y creaba un entorno de apoyo y colaboración. La residencia, como he mencionado antes, sólo ofrecía habitaciones individuales, por lo que facilitaba la creación de ese vínculo entre unas y otras.
3. Alimentación: Les proporcionaban las tres comidas importantes del día; desayuno, comida y cena, cocinadas en la propia residencia y servidas en el comedor.
4. Apoyo académico y organización de actividades culturales y académicas para potenciar sus estudios: La Residencia de Señoritas disponía de una biblioteca equipada con una amplia variedad de libros y una sala de estudio, así como de una mesa propia en las habitaciones, a disposición de las residentes. Además, las residentes podían asistir a cursos y conferencias impartidas por expertos en diversas áreas de conocimiento, exposiciones, conciertos y conferencias que permitían a las residentes ampliar su formación y conocimientos.

## Estudios propios
En muchos aspectos siguió el modelo de la Residencia de Estudiantes para varones. Su objetivo principal era el fomento de la educación universitaria para la mujer. Entre sus instalaciones disponía de alojamiento para las estudiantes, laboratorios para realizar prácticas y biblioteca, donde se comenzaron a impartir las primeras clases de biblioteconomía. Estos estudios estaban  orientados a instruir a las alumnas y favorecer su incorporación al mercado laboral. La estructura formal de dos años se definió en el curso 1930-1931. Una de las estudiantes fue Elena Fortún que tenía entonces cuarenta y cuatro años.
Mary Louise Foster, que vino en 1920 a Madrid para ser la directora del Instituto Internacional, puso en marcha un laboratorio de Química en las dependencias de la Residencia de Señoritas. En 1927 volvió, invitada por la JAE y el Instituto Internacional para supervisar el diseño y el equipamiento de las instalaciones. En su honor, el laboratorio llevó su nombre, Laboratorio Foster. Las alumnas de los cuatro cursos de Farmacia llegaron a realizar todas sus prácticas de química en él.

## Relaciones con otras instituciones

### Colaboración internacional
La Residencia de Señoritas mantuvo una estrecha relación con el Instituto Internacional, organismo estadounidense que contribuyó a su desarrollo mediante la colaboración tanto material como humana. En este aspecto se documenta que el Comité de Boston realizó numerosas aportaciones económicas que permitían costear salarios, mejorar las instalaciones, etc. Dentro de esos programas de intercambio con estudiantes y profesoras extranjeras, la Residencia de Señoritas cubrió su alojamiento.

### Lyceum Club Femenino
Muchas socias del Lyceum Club Femenino fueron profesoras o participaron en numerosas actividades debido al nexo que suponía María de Maeztu, que fue una de sus impulsoras y presidenta.

### Asociación Universitaria Femenina
En la primera junta de dicha asociación estaba María de Maeztu como presidenta.

## Desaparición y recuperación

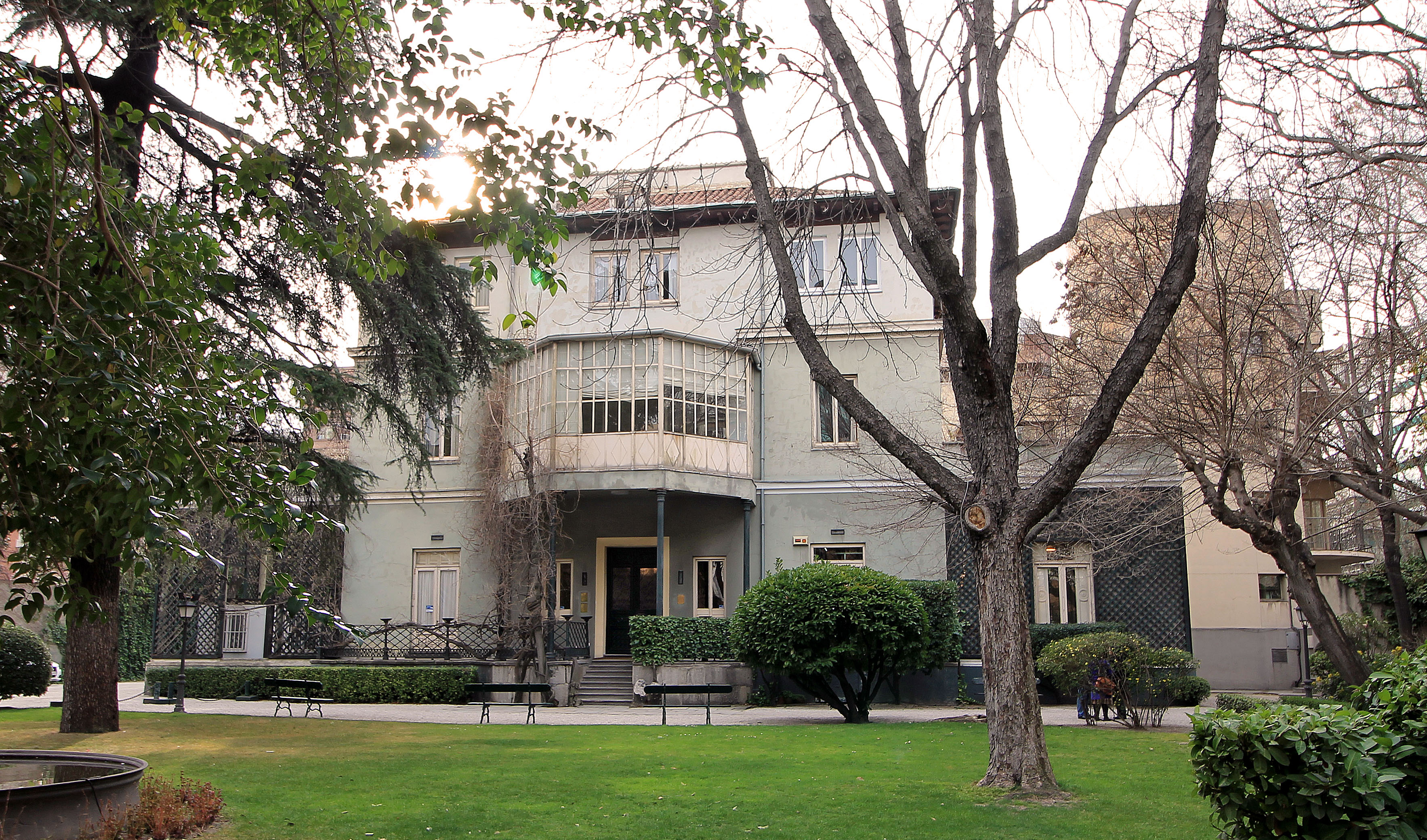
Fachada este del edificio.

Tras la minuciosa depuración de funcionarios y profesionales de la educación fieles a la República, la Residencia inició de nuevo su actividad el 15 de febrero de 1940 y bajo la dirección de la antigua residente Matilde Marquina García. De modo oficial, en el marco de la nueva política de colegios mayores, se le dio el nuevo nombre de Colegio Mayor Santa Teresa de Jesús, sin ninguna relación con los principios institucionistas.Marquina incorporó en su equipo a Eulalia Lapresta, antigua secretaria y mano derecha de María de Maeztu y a Enriqueta Martín, como encargada de la biblioteca. También se creó un nuevo cargo, el de asesor religioso, desempeñado por el sacerdote Félix García Vielba.
A mediados de los años ochenta, dicho Colegio fue trasladado a la Ciudad Universitaria de Madrid y en los locales de la calle Fortuny, última sede de la Residencia de Señoritas, se instaló la primitiva Fundación José Ortega y Gasset, actual Fundación José Ortega y Gasset-Gregorio Marañón, a la que pertenece el Instituto Universitario de Investigación Ortega y Gasset. 
Gracias en su día al celo del profesor Vicente Cacho Viu, el apoyo de Soledad Ortega y la colaboración posterior de las profesoras Rosa María Capel Martínez y Alicia Moreno, se ha conservado el archivo completo de la Residencia de Señoritas.

## Proyección internacional
A partir del Archivo de la Residencia y su valiosa correspondencia se han podido documentar de manera minuciosa y fiel las relaciones de esta institución con otras de muy diverso perfil; desde distintas asociaciones feministas extranjeras (en especial la Federación Internacional de Mujeres Universitarias, que celebró un Congreso en Madrid en 1928 y cuyas participantes fueron acogidas en las instalaciones de la Residencia), hasta organismos paralelos como el National Council for the Unmarried Mother and Child, la British Federation, la Liga de las Naciones sobre Derechos de la Mujer, la International Woman Suffrage Alliance o la Ligue Internationale des femmes pour la Paix et la Liberté, entre otras.
Asimismo, a través de la correspondencia que mantuvo María de Maeztu con sus alumnas, las familias de las alumnas o las cartas de recomendación de terceros, se ha podido recuperar buena parte del valor de su memoria epistolar, como lo suscriben las cartas de María Zambrano, María Goyri, Concha Espina, Victoria Kent, Clara Campoamor, Luis Jiménez de Asúa, Gregorio Marañón, Zenobia Camprubí, Rafael Alberti o personajes de la Generación del 98 como Azorín, Pío Baroja, Unamuno o Ramón María del Valle Inclán.